# Малый щетинкопёрный трупиал
Малый щетинкопёрный трупиал (лат. Anumara forbesi) — вид птиц семейства трупиаловых, обитающий в Бразилии. Является единственным представителем рода Anumara.

## Классификация
В 2014 году этот вид был «переведен» из рода Curaeus в монотипический род Anumara. Подвидов не выделяют.

## Распространение
Известны две отдельные популяции в нескольких местах на востоке Бразилии. Разрушение среды обитания, по-видимому, является одной из причин уменьшения популяции.

## Среда обитания
Малые щётинкопёрный трупиалы часто встречаются в лесах, на опушках и болотах.

## Размножение
Гнездо обычно размещают на вершине небольшого дерева, чаще мангового дерева. Яиц от одного до четырёх штук. Паразитизм блестящего коровьего трупиала — одна из вероятных причин сокращения популяции представителей данного вида. Вырубка лесов привела к увеличению популяции блестящих коровьих трупиалов, что, в свою очередь, негативно сказалось на малых щетинкопёрных трупиалов.